# Antoni Józef Szabrański
Antoni Józef Szabrański (ur. 9 czerwca 1801 w Łowiczu zm. 11 maja 1882 w Warszawie) – polski pisarz i tłumacz, prawnik z wykształcenia.

## Życiorys
Dom, w którym się urodził znajdował się na łowickim rynku i należał do jego ojca Józefa Szabrańskiego. Nauki początkowe i średnie pobierał w szkole w Kaliszu. W latach 1822–1825 studiował na wydziale prawa Uniwersytetu Warszawskiego. Należał do akademickiego towarzystwa patriotycznego i w obawie przed aresztowaniem przez policję carską musiał wyjechać do Wrocławia. W 1826 roku we Wrocławiu wybrał nowy kierunek studiów – historię literatury niemieckiej. W Warszawie osiadł na stałe w 1832 roku. Pracował w sądownictwie i jako literat. Dosłużył się stopnia sędziego apelacyjnego. Po reorganizacji sądownictwa w Królestwie Polskim opuścił służbę rządową. W latach 1836–1838 wydawał Panoramę Literatury Krajowej I Zagranicznej, której ukazało się sześć zeszytów, później przez dwa lata był kierownikiem „Dziennika Powszechnego”. Współzałożyciel miesięcznika literackiego-naukowego Biblioteka Warszawska i między 1841–1843 r. jego pierwszy redaktor naczelny. Około roku 1873 przerwał na kilka lat pracę literacką i wrócił do zawodu sędziego. Będąc na emeryturze kontynuował twórczość pisarską. Został pochowany w 1882 roku na Cmentarzu Powązkowskim (kwatera I-2-12).